# Verkeån delområde 1
Verkeån, delområde 1 är ett naturreservat och natura 2000-område i Simrishamns och Tomelilla kommuner i Skåne län.
Området är naturskyddat sedan 1975 och är 1 424 hektar stort. Reservatet utgör den östliga delen av Verkeåns naturreservat, där ån rinner genom sandiga backar inklusive Brösarps backar. 
Sandbackarna och åsarna skapades när senaste inlandsisen drog sig tillbaka för ca 15 000 år sedan. Vissa backar har 45 meter djupa sandlager. Människor har varit bosatta i området sedan stenåldern, vilket de många fornlämningarna vittnar om. I flera hundra år har de gräsklädda kullarna använts som betesmark och de var sannolikt öppna och skogfria redan på 1600-talet.
I Verkeån delområde 1 finns goda vandringsmöjligheter. Bland annat går Backaleden utmed Verkeåns södra sida och Skåneleden längs norra sidan.